# HD23662
HD23662 — хімічно пекулярна зоря спектрального класу B8, що має видиму зоряну величину в смузі V приблизно  6,3.
Вона  розташована на відстані близько 821,6 світлових років від Сонця.

## Пекулярний хімічний вміст
Зоряна атмосфера HD23662 має підвищений вміст 
Fe
.